# Кунцево (гандбольный клуб)
«Кунцево» — Советский гандбольный клуб из Москвы. Чемпион СССР по гандболу среди мужчин 1967, 1968 и 1969 годов.

## История

### МИФИ-Труд
История возникновения и становления команды охватывает период с 1955 по 1964 г. В 1955 году в стенах Московского инженерно-физического института была создана гандбольная команда МИФИ из спортсменов различных спортивных секций. Основой её были баскетболисты. Основателем команды оказался студент Владимир Мальцев, впоследствии доктор физико-математических наук, профессор, лауреат Государственной премии. В том же году команда выиграла зимнее первенство Москвы 11 на 11. Летом 1956 года состоялось I первенство СССР по ручному мячу 11 на 11. Команда МИФИ участвовала в нем и заняла 5-е место. А четыре игрока — Георгий Лебедев, Юрий Зайцев, Борис Космынин и Геннадий Тихомиров попали в сборную СССР.
В 1957 году появились финансовые проблемы, пришлось перейти под крыло спортивного общества «Труд». В первенстве СССР 1958 года команда «Труд» заняла 4-е место. В 1959 году она впервые завоевала бронзовые медали в первенстве СССР. Все эти годы тренером команды был Гуревич Лазарь.
В 1961 году сменился тренер, им стал выпускник МИФИ Виталий Борисов, и в чемпионате была одержана победа. 13 очков из 14 возможных, шесть встреч победных и всего одна ничья. В этом же году сборная СССР впервые участвовала в чемпионате мира 7 на 7. В составе сборной были четыре игрока «Труда»: Георгий Лебедев, Юрий Зайцев, Борис Космынин и вратарь Дмитрий Рыжков, а также второй тренер Лазарь Гуревич. Для клубных команд тогда был проведен Всесоюзный отборочный турнир для участия в Кубке европейских чемпионов, состоящий из двух этапов. Команда «Труд» победила в обоих и должна была участвовать в евротурнире. Но команда оказалась полностью невыездной из-за режима секретности на работе. Вместо «Труда» представлять страну отправили киевский «Буревестник».

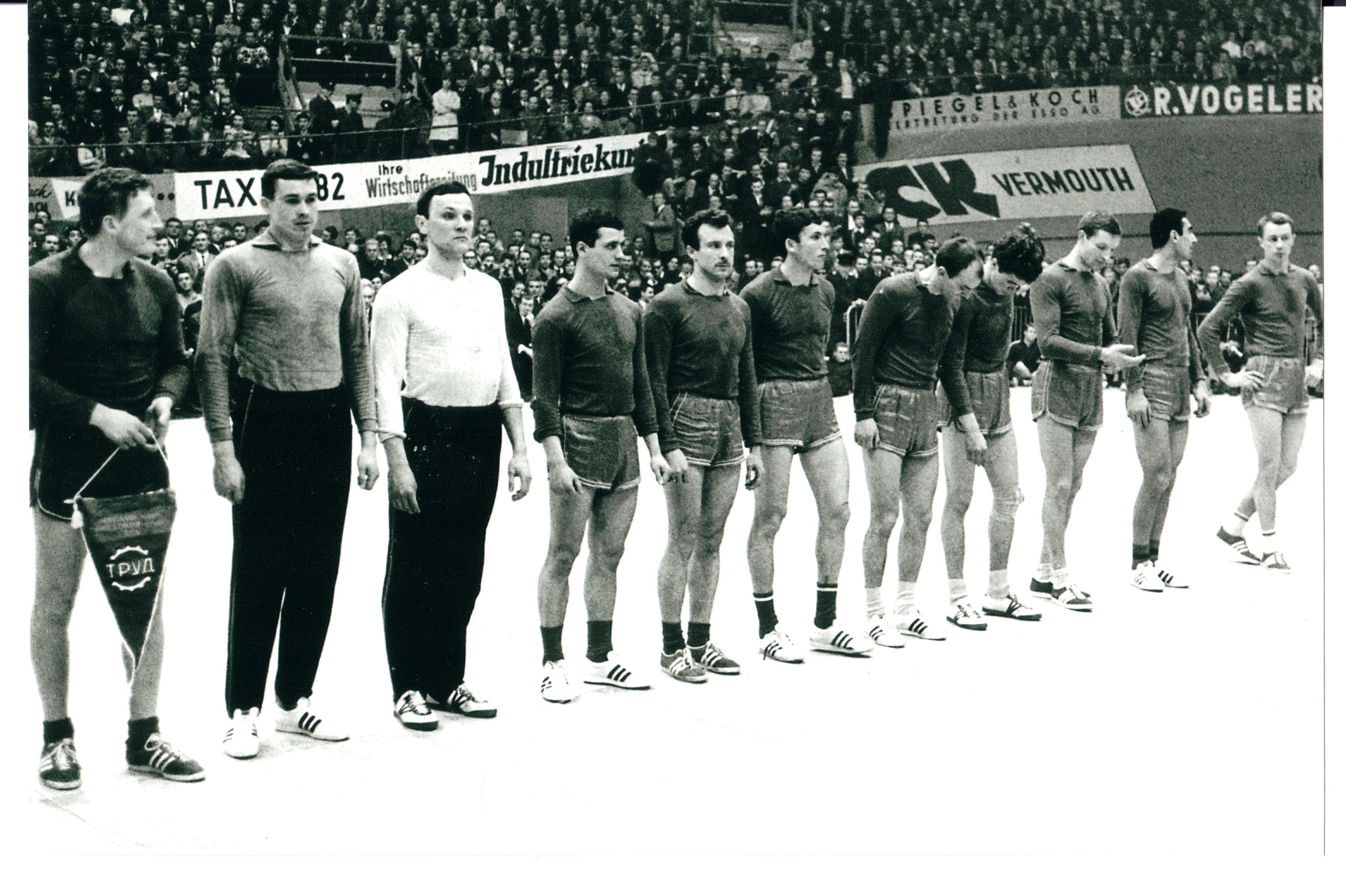
Полуфинал Кубка Европейских чемпионов: СК "Кунцево — ВФЛ "Гуммерсбах"Г. Лебедев, Н. Семенов, Е. Мясин, Ю. Афанасьев, Ю. Соломко, А. Шевченко, Г. Ларин, В. Морозов, С. Михалёв, А. Чолак-Оглы

### СК «Кунцево»
С 1962 года началась эра гандбола 7 на 7. Был проведен I чемпионат СССР, где команда „Труд“ заняла 4-е место. В 1963 году в команду влились новые игроки: Олег Мазур, Николай Семенов, Анатолий Шевченко, Александр Саранцев, Сергей Михалев, Владимир Морозов. Вместе с ними — главное приобретение — тренер Борис Акбашев. Итог — 4-е место в первенстве СССР.
В 1964 году клуб впервые завоевал бронзовые медали первенства СССР. Поскольку появилась тренировочная база в спортивном клубе „Кунцево“, в конце года сменили название и стали именоваться СК „Кунцево“. Наиболее успешным можно считать период с 1965 по 1978 год, когда были одержаны 3 победы в чемпионатах СССР (1966,1967 и 1969 годы); 3 раза добыто „серебро“ (1968, 1970 и 1972 гг.); 2 раза — „бронза“ (1976 и 1978 гг.). В 1972 году СК „Кунцево“ выиграл Всесоюзные зимние соревнования. Игроков, входивших в состав сборной СССР, начала сменять молодежь — победители мировых первенств среди юниоров: Владимир Белов — чемпион мира 1977 и 1979 годов, Николай Кавешников и Игорь Лозовой — победители турнира в 1977 году, Владимир Мануйленко — чемпион-1979. В 1980 году уехал в Исландию Борис Акбашев, в 1981 году ушел другой тренер — Георгий Ларин.

##### Игроки и тренеры СК „Кунцево“
Заслуженные тренеры СССР:
- Акбашев Б. З. — чемпион СССР 11:11 1956г, тренер СК „Кунцево“ 1962—1980 гг, тренер сборной СССР, которая участвовала в чемпионате мира 1967г и в XX Олимпийских играх 1972 г., тренировал национальную команду Исландии.
- Ларин Г. И. — чемпион СССР 1961 и 1966гг, тренер СК „Кунцево“ 1967-1981гг, тренер ЦСКА 1982-1986гг, тренер сборной Сирии, тренер женской команды „Луч“ 1987-1991гг, тренер сборной женской команды СССР 1989-1992гг, которая стала чемпионом мира 1990г и бронзовым призёром XXV Олимпийский игр 1992 г.
- Луценко М. А. — чемпион СССР 1967 и 1969гг, тренер женской сборной СССР 1979-1988гг, которая стала чемпионом XXII Олимпийских игр 1980г, бронзовым призером XXIV Олимпийских игр 1988г, чемпионом мира 1982 г.
- Соломко Ю. В. — чемпион СССР 1961, 1966, 1967, 1969гг, тренер команды ЦСКА 1971-1985гг, которая была чемпионом СССР 8 раз.
- Федюкин А. В. — заслуженный тренер СССР, чемпион XXI Олимпийских игр 1976г, тренер команды ЦСКА, которая стала чемпионом России 2 раза.
- Морозов В. Ф. — чемпион СССР 1966, 1967, 1969гг, тренер сборной юниоров СССР, которая стала чемпионом мира 1977 г.

Некоторые известные игроки команды СК „Кунцево“:
- Лебедев Г. Н. — капитан команды, чемпион СССР 1966, 1967, 1969гг, участник чемпионатов мира 1964, 1967гг, первый из советских спортсменов, признанный лучшим разыгрывающим на чемпионате мира 1964 г.
- Семенов Н. П. — один из лучших вратарей в СССР 60-х годов, чемпион СССР 1966, 1967, 1969гг, серебряный призер 1968, 1970, 1973гг, участник XX Олимпийских игр 1972 г.
- Мазур О. А. — один из самых техничных игроков страны, чемпион СССР 1966, 1967, 1969гг, серебряный призер 1968, 1970, 1973гг, участник чемпионатов мира 1964 и 1967 гг.
- Соломко Ю. В. — чемпион СССР 1961, 1966, 1967, 1969гг, участник чемпионатов мира 1967 и 1970гг, первым из советских игроков был включен в символическую сборную мира в 1967 г.
- Шевченко А. А. — чемпион СССР 1966, 1967, 1969гг, серебряный призер 1968, 1970, 1973гг, участник XX Олимпийских игр 1972г, чемпионатов мира 1967 и 1970 гг.
- Белов В. Б. — заслуженный мастер спорта СССР, капитан сборной СССР на XXII Олимпийских играх 1980г, где команда завоевала серебряные медали, чемпион мира 1982г, серебряный призёр чемпионата мира 1978г, чемпион мира среди юниоров 1977 и 1979 гг.

Игроки клуба, входившие в состав сборной команды СССР:

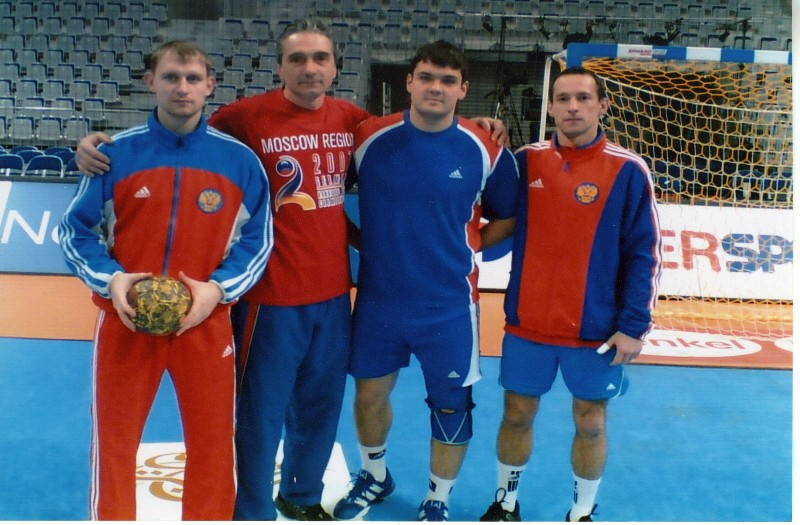
Филипов В, Кавешников Н., Чипурин М.. Кривошлыков Д.

1. Лебедев Георгий — 1961-1967гг, 34 игры, 64 гола
2. Мазур Олег — 1965-1969гг, 22 игры, 39 голов
3. Соломко Юрий — 1966-1970гг, 56 игр, 108 голов
4. Шевченко Анатолий — 1966-1972гг, 51 игра, 50 голов
5. Шаюк Николай — 1967—1972, 40 игр, 108 голов
6. Семенов Николай — 1970-1972гг, 21 игра
7. Луценко Михаил — 1970-1972гг, 31 игра, 23 гола
8. Кулёв Валентин — 1971-1974гг, 43 игры, 116 голов
9. Куявский Павел — 1973г, 3 игры, 3 гола
10. Чикалаев Сергей — 1972-1977гг, 49 игр, 121 гол
11. Столяров Леонид — 1974г, 8 игр, 7 голов
12. Федюкин Анатолий — 1974-1982гг, 103 игр, 222 гола, заслуженный мастер спорта СССР, чемпион XXI Олимпийских игр 1976г, чемпион мира 1982г, серебряный призёр XXII Олимпийских игр 1980г
13. Чикун Николай 1976г, 11 игр, 7 голов
14. Белов Владимир — 1977-1985гг, 176 игр, 565 голов, заслуженный мастер спорта СССР, чемпион мира 1982г, серебряный призёр XXII Олимпийских игр 1980г, чемпионата мира 1978г
15. Валейшо Вадим — 1980г, 18 игр

Игроки, входившие в состав сборной команды России:
1. Кривошлыков Денис — 1996-20__г, 103 игры, 309 голов, заслуженный мастер спорта России, чемпион XXVII Олимпийских игр 2000г, чемпион мира 1997г, чемпион Европы 1996г, серебряный призёр первенства мира 199г, первенства Европы 2000 г.
2. Чипурин Михаил
3. Филиппов Василий
4. Титов Евгений

На базе спортклуба занимается несколько возрастов детско-юношеских команд, под названием «Кунцево»—«Юность Москвы». Мужской и женский клубы — участники Первой лиги по гандболу.